# Estadio Universitario
Das Estadio Universitario ist ein Fußballstadion in San Nicolás de los Garza im mexikanischen Bundesstaat Nuevo León im Einzugsbereich der Staatshauptstadt Monterrey. Es befindet sich auf dem Hauptcampus der Universidad Autónoma de Nuevo León (UANL), der drittgrößten Universität des Landes. In der Hauptsache wird es für den Fußball genutzt und die Erstligamannschaft Tigres de la UANL trägt hier ihre Heimspiele aus.
Das Stadion ist auch bekannt als Der Vulkan (El Volcán) oder als Der Koloss von San Nicolás de los Garza (El Coloso de San Nicolás de los Garza). Einige gegnerische Spieler haben es sogar als ein wahres Monster bezeichnet; denn nicht selten hinterlässt das häufig ausverkaufte Stadion beim Gegner eine einschüchternde Wirkung.

## Geschichte
Das Stadion wurde am 30. Mai 1967 mit einer Kapazität für etwa 43.000 Besucher eröffnet und bietet heute rund 42.000 Zuschauern Platz.

### Hier entstandLa Ola
Im Estadio Universitario nahm mexikanischen Chronisten zufolge seinen Anfang, was mittlerweile weltweit bekannt ist: La Ola, die Welle. Es geschah am 18. September 1984 während eines Freundschaftsspiels zwischen Mexiko und Argentinien, das 1:1 endete. Zwei Minuten nachdem Jorge Burruchaga die Argentinier in Führung gebracht hatte, glich Manuel Negrete mit einem fantastischen Tor für die Mexikaner aus. Die Begeisterung hierüber ließ Hunderte Arme zeitgleich in die Höhe fliegen und sich synchron über die Tribüne fortbewegen. Dieses Spektakel wurde im selben Stadion auch bei der WM 86 nachgeahmt und via Satellit als La Ola weltweit übertragen. Inzwischen wird es überall auf der Welt praktiziert.

### Fußball-Weltmeisterschaft 1986
Das Estadio Universitario war Austragungsort von vier Spielen der WM 1986, in denen allerdings – bei Nichtberücksichtigung einer erst im Elfmeterschießen herbeigeführten Entscheidung – durchschnittlich nur 0,5 Treffer fielen. Zunächst fanden hier zwei Vorrundenspiele der Gruppe F statt: am 2. Juni die Begegnung zwischen Marokko und Polen (0:0) und fünf Tage später der Sieg Polens über Portugal (1:0).
Weil Marokko überraschend den Gruppensieg verbuchen konnte (vor England, Polen und Portugal), trugen sie hier ihr Achtelfinalspiel gegen den Zweiten der Vorrundengruppe E, Deutschland, aus. Ein spätes Freistoßtor von Lothar Matthäus bewahrte das deutsche Team an ihrem damaligen Nationalfeiertag (17. Juni) vor einer Blamage und sicherte ihnen den Viertelfinaleinzug, wo man sich am 21. Juni mit dem Gastgeber auseinanderzusetzen hatte.
Das von beiden Seiten ziemlich rüde geführte Spiel (mit acht Verwarnungen und zwei Platzverweisen für Thomas Berthold und Javier Aguirre) hatte nur wenig spielerische Höhepunkte und endete nach 120 Minuten torlos, so dass ein Elfmeterschießen über den Halbfinaleinzug entscheiden musste. Hier erwiesen sich die deutschen Schützen (Klaus Allofs, Andreas Brehme, Lothar Matthäus und Pierre Littbarski) allesamt als treffsicher, während von den mexikanischen Schützen einzig Manuel Negrete das deutsche Tor zum zwischenzeitlichen 1:1-Ausgleich traf. Dagegen scheiterten Fernando Quirarte und Raul Servin mit ihren viel zu schwach und unplatziert ausgeführten Schüssen am deutschen Torhüter Toni Schumacher.

## Konzerte
Die Band Queen trat während ihrer The Game Tour am 9. Oktober 1981 vor mehr als 50.000 Fans auf. Dies war ihr erstes und einziges Konzert in diesem Land.